# Mariinské divadlo

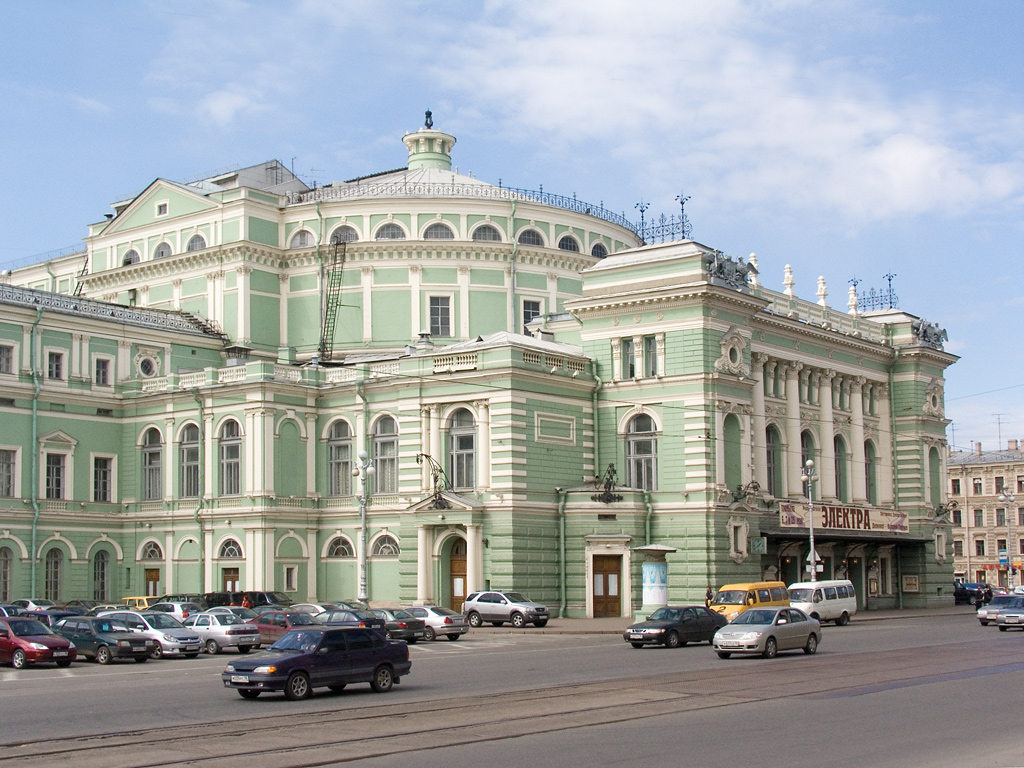
Mariinské divadlo, Petrohrad, Rusko

Mariinské divadlo (rusky Мариинский театр) je velká divadelní budova v ruském Petrohradu.

## Historie
Jde o historickou budovu z roku 1860, která byla postavena na místě staršího divadla, které padlo za oběť požáru a bylo v provozu od roku 1783. Nově vybudované divadlo dostalo jméno na počest Marie Alexandrovny, manželky ruského cara Alexandra II., v letech 1935–1992 nesla jméno komunistického činitele Sergeje Kirova.
Divadlo se stalo jednou z největších hudebních divadelních scén 19. století v Carském Rusku. V 19. století se zde odehrávaly mistrovské premiéry hudebních děl ruských hudebních skladatelů jako byli Petr Iljič Čajkovskij, Nikolaj Andrejevič Rimskij-Korsakov nebo Modest Petrovič Musorgskij. V letech 1864–1914 zde působil jako kapelník český skladatel a dirigent Eduard Nápravník.
Divadlo slouží jako sídlo pro Mariinskou operu a Mariinský balet. Po odchodu Jurije Chatujeviče Temirkanova do důchodu je od roku 1980 jeho uměleckým ředitelem Valerij Gergijev. Pod jeho vedením se stalo Mariinské divadlo jedním z nejvyhlášenějších operních domů, jenž realizuje představení ve spolupráci mj. s newyorskou Metropolitní operou, milánskou La Scalou, londýnskou Covent Garden aj.
Dne 2. května roku 2013 byla za účasti ruského prezidenta Vladimira Putina slavnostně otevřena druhá scéna Mariinského divadla. Stavba rozlehlé moderní budovy, spojené se starou scénou můstkem přes Krjukovův kanál, byla podle projektu francouzského architekta Dominique Perraulta zahájena roku 2008 a přišla státní rozpočet na 22 miliard rublů.